# Idak Bassavé
Idak Bassavé de son vrai nom Kadi Bassavé est une artiste chanteuse burkinabè. Elle est issue d’une famille musicienne qui avait constitué le célèbre groupe musical La famille Bassavé. 
Ce groupe s’est produit sur plusieurs scènes au Burkina Faso et dans la sous-région Ouest africaine. 

## Biographie
Dès l’âge de 13 ans, Kadi Bassavé apprend le piano. Au fil du temps, elle s'essaie à plusieurs autres instruments dont la guitare, la batterie, entre autres. Avec l’orchestre La famille Bassavé, elle participe à une série de concerts live dans des pays de l’Afrique de l’Ouest. En 1998, elle entame une carrière solo et sort son premier album intitulé : « Homme intègre ». L’album connaît un succès au Burkina Faso. En 2002, elle est invitée par la première Dame du Niger à un grand concert au palais des congrès de Niamey. Idak Bassavé a été nommée au Kora Award en Afrique du Sud. Elle a plusieurs fois été nommée au Kundé d’Or. Elle est mère d'une fillenommée Rachel Barro. 

## Albums
- 1998 : Homme intègre [5]
- 2001 : Les mêmes problèmes
- 2010 : Zato[6]
- 2013 : Sougris[7]
- 2019 : Wisèwié[8]
- 2022 : Ba A Yô[9]

## Distinctions
- 2002 : Clip d’or